# Юннин (станция метро)
«Юннин» (англ. Yongning; кит. 永寧) — конечная станция линии Баньнань Тайбэйского метрополитена, открытая 31 мая 2006 года. Находится на территории района Тучэн города Новый Тайбэй. Следующая станция — «Тучэн».

## Техническая характеристика
«Юннин» — однопролётная станция. На станции есть четыре выхода, оборудованных эскалаторами. Также на станции есть два лифта для пожилых людей и инвалидов.  3 марта 2018 года на станции были установлены автоматические платформенные ворота.

## Перспективы
В будущем линия будет продлена на юг с открытием станции «Динпу».